# Pterigynandraceae
Pterigynandraceae là một họ rêu trong bộ Hypnales.